# Namacalathus hermanastes
Il namacalato (Namacalathus hermanastes) è un problematico animale estinto, i cui resti fossili sono stati rinvenuti in terreni del Proterozoico superiore (Ediacarano, circa 550 milioni di anni fa). I suoi resti sono stati rinvenuti nel Nama Group in Namibia.

## Descrizione
La forma di questo organismo era unica: assomigliava vagamente a una coppa posta su uno stelo. Lo stelo era cavo in tutta la sua lunghezza, lungo fino a tre centimetri e del diametro di circa due millimetri. La coppa era cava e dotata di un grande buco centrale alla sommità; i bordi lungo questa apertura erano ricurvi all'infuori. Attorno alla superficie della coppa si aprivano altre sei o sette “finestre”, in prossimità delle quali le pareti si incurvavano leggermente verso l'interno. Ogni buco era leggermente allungato verticalmente e più espanso vero la parte più alta. Le dimensioni delle coppe era molto varia, ma in media raggiungevano un diametro di circa sei millimetri. I fossili di namacalato sono altamente calcificati, in modo simile ai cristalli di calcite; la loro morfologia originaria è sconosciuta.
Le pareti del namacalato erano spesse solo 0,1 millimetri; solitamente, quindi, sono state deformate dal peso dei sedimenti. Le “finestre” erano probabilmente riempite di materiale organico durante la vita dell'animale; la coppa, invece, con tutta probabilità era cava. A causa della complessa forma tridimensionale del namacalato, i suoi fossili sono spesso conservati in un'ampia varietà di forme, come cerchi, esagoni o ettagoni irregolari, ma anche come cuori o mezzelune.

## I fossili di Nama
I fossili della formazione Nama, datati a circa 550 – 543 milioni di anni fa, comprendono una fauna dalla diversità limitata, in cui non esiste alcun rappresentante di artropodi, bivalvi o echinodermi (caratteristici invece delle faune cambriane come quella di Maotianshan). La fauna di Nama è ugualmente importante, dal momento che questi fossili sono la più antica testimonianza dell'avvento degli scheletri calcificati, un carattere distintivo dei phyla apparsi nel corso dell'esplosione cambriana. Tra i vari fossili di Nama, il namacalato è uno dei più diffusi. La classificazione di questo animale è quantomai incerta. Alcuni studiosi pensano che potesse essere un rappresentante degli cnidari.

## Possibile stile di vita
I fossili di Nama si sono conservati in facies trombolitiche o come antiche stromatoliti. Si presume che il namacalato conducesse una vita di tipo bentico, con lo stelo ancorato sul fondo del mare o su colonie di alghe che crescevano sulla superficie del fondale.

## Significato del nome
Namacalathus significa più o meno “calice di Nama”, dal greco kalathos e dal nome dell'orizzonte geologico dove sono stati ritrovati i fossili. L'epiteto specifico, hermanastes, deriva anch'esso dal greco e significa “abitatore del fondale”.